# Рекла
Рекла је блуза од куповног материјала - цица, сатена, прохета, штофа, која је из грађанске ношње ушла у народну, негде око 1900. године.
Сматра се пре свега зимским хаљетком, јер је најчешће и ношена током хладнијег времена. 

## Изглед и ношење
Рекла је најчешће кројена од цица, сатена, прохета, штофа. Имала је уске, дугачке рукаве, а око врата крагну. Закопчавала се спреда и допирала до појаса.
Рекле су се носиле уз вунену сукњу, неретко преко кошуље, а испод џемпера. У околини Новог Пазара жене су реклу шиле од памучних и вунених тканина фабричке производње. Често се реклу сматра да је куповна врста блузе, због врсте материјала који је за њу коришћен. 
У Мачви, рекла је ношена и по градовима и по селу и називала се исто свугде. У градовима се обично шила од црне или тамне материје, а по селима је шивена од разних материјала. Интересантно је да је под утицајем рекле настао и женски кожух на рекло који је ношен у околини Пожаревца и Неготинске крајине. Сматра се ова врста кожуха долази на ово подручје досељавањем страних зантлија који у Србију долазе у XVIII веку, а и као последица миграција Пожаревљана који током аустроугарских ратова насељавају доње делове Баната, а потом, након Кочине крајине, неки се враћају и доносе нове традиције.
Рекле су најпре носиле девојке и младе жене преко кошуље и уз дугачку сукњу, а затим и средновечне и старије жене.
Познато је да су реклу носиле и младе. У околини Новог Пазара и Сјенице, у годинама пре Другог светског рата, младина рекла била је шивена од беле свилене тканине. У тим ситуацијама звала се бијела рекла и понеке младе су је носиле уз бели фистан (врсту сукње). Преко рекла би младе огртале мараму-шал, које су саме правиле или куповале.